# نظم و قانون: قصد جنایی
نظم و قانون: قصد جنایی (به انگلیسی: Law & Order: Criminal Intent) یک سریال تلویزیونی درام پلیسی آمریکایی است که در شهر نیویورک واقع و تولید شده‌است. این سریال توسط دیک ولف و رنه بالسر ساخته و تولید شده‌است، این سریال در تاریخ ۳۰ سپتامبر ۲۰۰۱ و در نقش سومین سریال مجموعه نظم و قانون به نمایش درآمد. این مجموعه بر تحقیقات مربوط به پرونده‌های اصلی در نسخه تخیلی اداره پلیس شهر نیویورک که در یکی از مراکز پلیس نیویورک قرار دارد، متمرکز می‌شود.
شش فصل اول این سریال در شبکه NBC پخش شد ولی برای فصل ۷ به دلیل کاهش بودجه به NBCUniversal منتقل شد.
وینسنت دونوفریو و کاترین اربه به ترتیب در نقش کارآگاهان رابرت گورن و الکساندرا ایمز و جی ا. ساندرس در نقش کاپیتان جوزف هانا ظاهر شدند. این سریال پس از ۱۰ فصل شامل ۱۹۵ قسمت، در ۲۶ ژوئن ۲۰۱۱ به پایان رسید.

## بازیگران و شخصیت‌ها
- وینسنت دن آفریو در نقش کارآگاه رابرت گورن، دارای مدرک روانشناسی
- کاترین ارب در نقش شریک زندگی رابرت، کارآگاه الکساندرا ایمز، کارآگاه جانباز از یک خانواده پلیس
- جامی شریدان در کاپیتان جیمز دیاکینز
- کورتنی ب. ونس در نقش دستیار دادستان ون کارور
- کریس نوت در نقش کارآگاه مایک لوگان (از فصل ۱ تا ۷)
- آنابلا شورا در نقش کارآگاه کارولین بارک
- سامانتا باک در نقش کارآگاه جی. جی لین بیشاپ (جایگزین کارآگاه ایمز در فصل ۳)
- ترزا رندل در نقش پاتریشیا کنت (جایگزین دستیار دادستان ون کارور)
- ریک بوگوسیان در نقش کاپیتان دنی راس (جایگزین کارآگاه دیاکینز) ماری الیزابت ماسترانتونیو در نقش کاپیتان زوی کالاس (جایگزین کارآگاه راس)[۵][۶]
- جولیا نیکلسون در نقش کارآگاه مگان ویلر (جایگزین کارآگاه بارک)
- آلیشیا ویت در نقش کارآگاه نولا فالاچی (جایگزین کارآگاه میلر)
- جف گلد بلوم در نقش کارآگاه زک نیکولز (جایگزین کارآگاه لوگان)[۷]
- سافرون باروز در نقش کارآگاه سرنا استیونز

## جوایز/نامزدی‌ها
- برنده جایزه مگی فرزندپروری تنظیم‌شده برای تعالی رسانه در سال ۲۰۰۲
- نامزد جایزه برگزیده مردم برای بهترین سریال جدید در سال ۲۰۰۲
- نامزد جایزه ایمیج برای بازیگر برجسته در یک سریال درام در سال ۲۰۰۲
- نامزد جایزه ادگار برای بهترین قسمت تلویزیون در سال ۲۰۰۳
- نامزد جایزه ستلایت برای بهترین بازیگر در یک سریال درام در سال ۲۰۰۴
- نامزد جایزه ادگار برای بهترین قسمت تلویزیون در سال ۲۰۰۴
- برنده جایزه ادگار برای بهترین قسمت تلویزیون در سال ۲۰۰۵
- نامزد جایزه ادگار برای بهترین قسمت تلویزیون در سال ۲۰۰۵
- نامزد جشنواره بین‌المللی تلویزیون ریمز برای بهترین قسمت تلویزیون درام در سال ۲۰۰۶
- نامزد جایزه تلویزیون بنف برای بهترین درام در سال ۲۰۰۶
- نامزد جایزه آلما برای کارگردان برجسته یک درام تلویزیونی یا کمدی در سال ۲۰۰۶
- نامزد جایزه ادگار برای بهترین قسمت تلویزیون در سال ۲۰۰۸
- نامزد جایزه ایمیج برای کارگردانی برجسته در یک سریال درام در سال ۲۰۰۸
- نامزد جایزه ستلایت برای بهترین بازیگر زن در یک سریال، درام در سال ۲۰۰۸
- نامزد جایزه آلما برای کارگردان برجسته یک درام تلویزیونی یا کمدی در سال ۲۰۰۸

## رسانه‌های خانگی
استودیو یونیورسال، قانون و نظم: قصد جنایی را در DVD در منطقه‌های ۱، ۲ و ۴ منتشر کرده‌است. فصل ۱–۵ در هر منطقه ۲ و منطقه ۴ منتشر شده‌است.